# Nowe Miasto (Wałbrzych)
Nowe Miasto (z niem. Waldenburg Neustadt) – duża dzielnica mieszkalna Wałbrzycha i jego jednostka pomocnicza, zajmująca grzbiet i wschód zbocza Parkowej Góry i północno-wschodniej Góry Powstańców oraz północne podnóże Niedźwiadków.

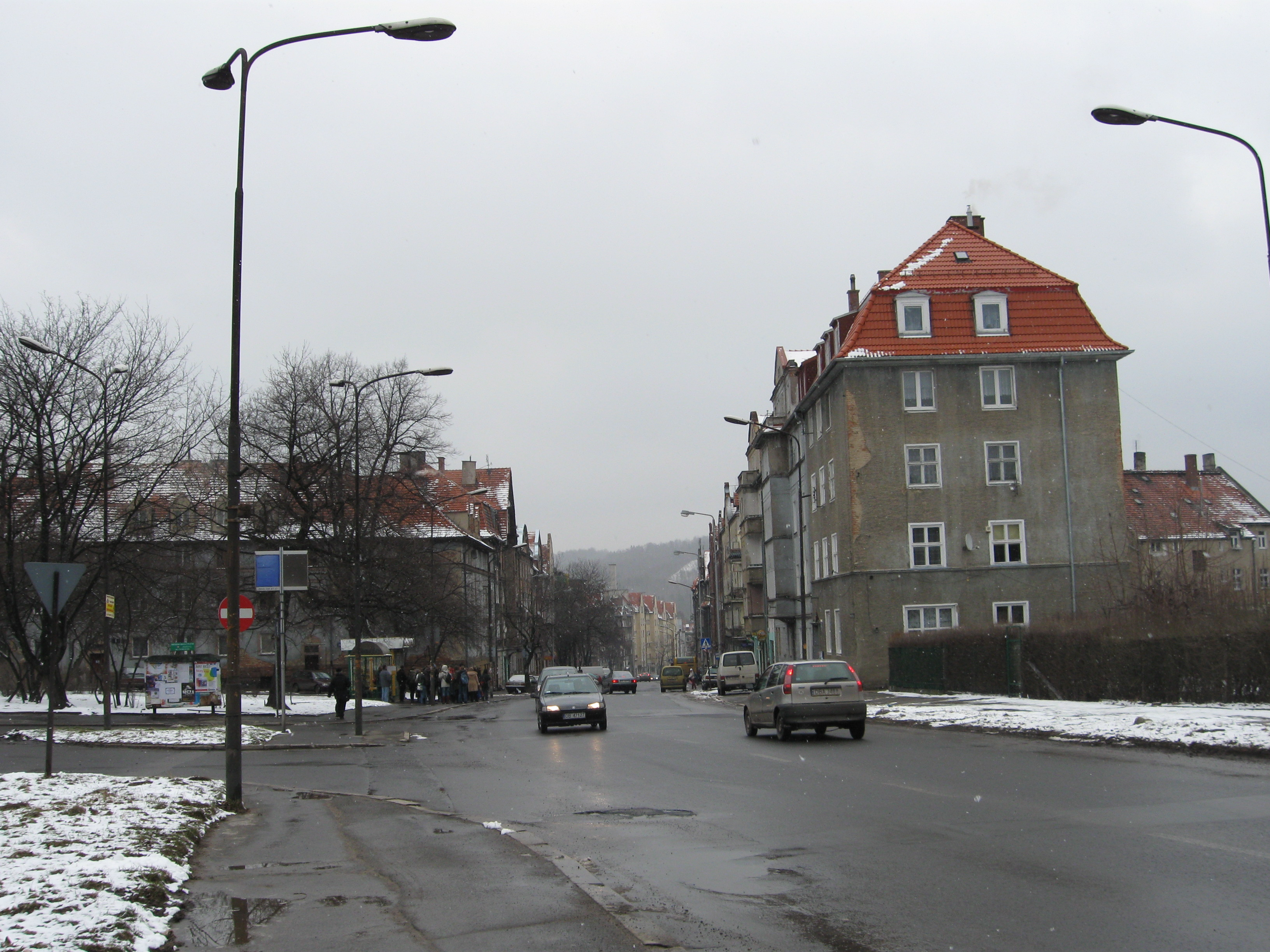
ulica Piłsudskiego

## Położenie i charakterystyka dzielnicy
Osią dzielnicy jest ul. Józefa Piłsudskiego (dawniej Karola Świerczewskiego), łącząca się z ul. 11 Listopada, dokładnie z placem Górnika, gdzie graniczy z dzielnicą Stary Zdrój. Na drugiem końcu osi łączy się z placem Juliana Tuwima (plac łączy ulicę Adama Mickiewicza i Aleję Wyzwolenia), poprzez który sąsiaduje z dzielnicą starym miastem. Malowniczo położone na wzniesieniach. Nowe Miasto otoczone jest ze wszystkich stron terenami zielonymi. Od północnego zachodu ciągnie się założony w 1907 r. Park im. Króla Jana III Sobieskiego o powierzchni 32,0 ha, w którym stoi schronisko „Harcówka”, z pozostałych stron znajdują się ogrody działkowe i lasy. W parku są głazy narzutowe będące śladem zasięgu lodowca skandynawskiego. U podnóża Niedźwiadków nad Nowym Miastem mieści się Mauzoleum. Dzielnica leży na wysokości około 430–480 m n.p.m. Podłoże tworzą permskie porfiry otoczone przez górnokarbońskie piaskowce, mułowce i iłowce z pokładami węgla kamiennego. Węgiel kamienny był eksploatowany pod Nowym Miastem w obrębie filara ochronnego.
Dzielnica ma głównie charakter mieszkalny, nie ma tu zakładów przemysłowych ani większych firm, dobrze rozwinięte jest natomiast zaplecze handlowo-usługowe i infrastruktura, działa m.in.
- komisariat policji,
- Szpital Ginekologiczno – Położniczy,
- przychodnia lekarska,
- szkoła podstawowa,
- gimnazjum,
- liceum,
- wyremontowana hala lekkoatletyczna ze zniszczonym stadionem oraz miejscem, które kiedyś było największym kompleksem kąpielowym w Wałbrzychu.

Według danych z Urzędu Miejskiego w Wałbrzychu na 16 kwietnia 2014 roku dzielnicę Nowe Miasto zamieszkuje 9662 osób.

## Historia
Nowe Miasto powstało po 1880 r. na terenach należących do Starego Zdroju, ale od początku rozwijało się jako reprezentacyjna wówczas dzielnica Wałbrzycha. Już w 1794 roku istniała tutaj Kopalnia Węgla Kamiennego „Herman”, którą zamknięto w około 1930 roku. W związku z dynamiczną ekspansją władze miejskie rozpoczęły plany budowy nowej dzielnicy. W ramach tego zamierzenia odkupiono w 1905 roku pod przyszłą dzielnicę teren tzw. dóbr rycerskich. Do sporządzenia planu urbanistycznego Nowego Miasta (niem. Neustadt) zaangażowano Josepha Stübbena, jednego z najbardziej uznanych w ówczesnych Niemczech planistów miejskich. Ożywiony ruch budowlany rozpoczął się ok. 1905 r., a po I wojnie światowej Nowe Miasto stało się dzielnicą w obrębie Wałbrzycha. Do jego rozwoju przyczyniało się bliskie sąsiedztwo centrum miasta, a równocześnie atrakcyjne położenie poza strefą przemysłową. Dlatego po 1925 r. wzniesiono tu największy w Wałbrzychu kompleks sportowy ze stadionem mieszczącym ok. 30 tys. widzów. Służył nie tylko do rozgrywania imprez sportowych, ale też jako miejsce masowych zgromadzeń i demonstracji. W Parku Sobieskiego zbudowano schronisko turystyczne znane wówczas z pięknego widoku.
Inną atrakcją dzielnicy stało się Mauzoleum, które było miejscem organizowanych w czasach hitlerowskich demonstracji patriotycznych. Mauzoleum było wybudowane na pamiątkę zabitych pionierów ruchu narodowo-socjalistycznego i Ślązaków poległych w czasie I wojny światowej.
W okresie II wojny światowej przy ul. Psie Pole koło szkoły (dzisiejszy komisariat policji dawniejszy Dom Opieki Społecznej z 1910 roku). istniał obóz jeniecki dla żołnierzy AR. W czasie II wojny światowej kopalnie „Herman” przebudowano na duży schron z dużą siecią podziemnych korytarzy podlegającemu departamentowi obrony cywilnej. Dzisiaj jest to drugi tajemniczy obiekt na terenie dzielnicy.
Po 1945 r. Nowe Miasto początkowo nadal pełniło rolę reprezentacyjnej dzielnicy mieszkalnej Wałbrzycha, ale już w latach 60. zaczęło tracić ten charakter, ponieważ z jednej strony eksploatacja węgla przez KWK „Thorez” powodowała szkody górnicze, z drugiej strony zaczęto realizować nowe dzielnice mieszkalne, przede wszystkim Piaskową Górę, które stały się „sypialniami” miasta. W pierwszych latach po wojnie dzielnica nosiła nieoficjalną, ale popularną nazwę „Paryż”, ponieważ osiedliło się tu sporo reemigrantów z Francji. Nowe Miasto zaczęło stopniowo podupadać, a proces ten nasilił się po upadku górnictwa. Daje się zauważyć wyraźna dekapitalizacja starszej zabudowy, całkowicie podupadł kompleks sportowy, chociaż są podejmowane próby jego reaktywowania. Na obrzeżach, szczególnie w południowej części rozwija się budownictwo jednorodzinne. W 1989 r. erygowano przy ul. Asnyka parafię Matki Bożej Nieustającej Pomocy i podjęto budowę świątyni, ponieważ wcześniej nie było tu żadnego kościoła.